# Hot Wheels: Custom Car Designer
Hot Wheels: Custom Car Designer es un videojuego de arte de 1997 desarrollado y publicado por Mattel Media para Microsoft Windows.

## Contenido
Es juego de arte que permite crear coches personalizados de Hot Wheels, imprimir trofeos y premios, hacer licencias de conducir y placas, escribir un periódico y crear multas de tráfico.